# Baton Rouge Pro Tennis Classic
Il Baton Rouge Pro Tennis Classic è stato un torneo professionistico di tennis giocato su cemento. Ha fatto parte dell'ITF Men's Circuit nelle prime edizioni del 2006 e 2007, e dell'ATP Challenger Tour dal 2008 all'ultima edizione del 2010. Si giocava annualmente al Lamar Tennis Center di Baton Rouge negli Stati Uniti.

## Albo d'oro

### Singolare
| Anno | Campione           | Finalista          | Punteggio           |
| ---- | ------------------ | ------------------ | ------------------- |
| 2010 | Kevin Anderson     | Tobias Kamke       | 6(7)–7, 7–6(7), 6–1 |
| 2009 | Benjamin Becker    | Rajeev Ram         | 6–2, 3–6, 6–4       |
| 2008 | Bobby Reynolds     | Igor' Kunicyn      | 6–3, 6(3)–7, 7–5    |
| 2007 | Izak van der Merwe | Carsten Ball       | 6–2, 7–6(4)         |
| 2006 | Dudi Sela          | Izak van der Merwe | 5–7, 6–4, 6–3       |

### Doppio
| Anno | Campioni                          | Finalisti                            | Punteggio           |
| ---- | --------------------------------- | ------------------------------------ | ------------------- |
| 2010 | Stephen Huss Joseph Sirianni      | Chris Guccione Frank Moser           | 1–6, 6–2, [13–11]   |
| 2009 | Rajeev Ram Bobby Reynolds         | Harsh Mankad Scott Oudsema           | 6–3, 6(6)–7, [10–3] |
| 2008 | Philipp Simmonds Tim Smyczek      | Ryan Harrison Michael Venus          | 2–6, 6–1, [10–4]    |
| 2007 | Aleksandar Vlaski Fritz Wolmarans | Alexandr Nedovesov Armin Sandbichler | 7–5, 6–2            |
| 2006 | Brian Battistone Dann Battistone  | Carsten Ball Rylan Rizza             | 6–4, 7–6(3)         |